# U 66 (U-Boot, 1915)
U 66 war ein diesel-elektrisches U-Boot des Kriegsauftrags „D“ der deutschen Kaiserlichen Marine, das im Ersten Weltkrieg zum Einsatz kam.

## Einsätze
Das U-Boot wurde noch vor Kriegsbeginn von der Österreichischen Marine bestellt, jedoch am 28. November 1914 von Deutschland übernommen. Am 22. April 1915 lief das Boot schließlich als U 66 bei der Germaniawerft in Kiel vom Stapel und wurde am 23. Juli 1915 in Dienst gestellt. Die Kommandanten des U-Bootes waren Kapitänleutnant Thorwald Freiherr von Bothmer (23. Juli 1915 – 16. Juni 1917) und Kapitänleutnant Gerhard Muhle (17. Juni 1917 – September 1917). Muhle kam beim Untergang von U 66 ums Leben.
U 66 war von Oktober 1915 bis Januar 1916 den Einheiten der Ostseestreitkräfte und danach bis September 1917 der IV. U-Flottille der Hochseestreitkräfte zugeordnet.
U 66 führte während des Ersten Weltkrieges sieben Feindfahrten in der Nordsee beziehungsweise im östlichen Nordatlantik durch. Dabei wurden insgesamt 24 Handelsschiffe der Entente und neutralen Staaten mit einer Gesamttonnage von 69.016 BRT versenkt. Die beiden größten Schiffe, die versenkt wurden, waren der britische Tanker Powhatan (ca. 6.100 BRT) und das britische Frachtschiff Bay State (ca. 6.500 BRT). Die Powhatan wurde am 6. April 1917 in der Nähe der Hebriden versenkt. Bei dem Untergang kamen 36 Menschen ums Leben. Die Bay State wurde am 10. Juni 1917 auf ihrer Fahrt von Boston nach Liverpool etwa 250 Meilen nordwestlich von Fastnet vor Irland versenkt. Am 27. März 1917 versenkte U 66 den Fünfmaster Neath – die ehemals deutsche R. C. Rickmers – etwa 30 Meilen südöstlich von Fastnet.
Am 19. August 1916 beschädigte U 66 in der Nordsee den britischen Leichten Kreuzer Falmouth, der nur einen Tag später durch U 63 versenkt wurde.

## Verbleib
U 66 lief am Vormittag des 2. September 1917 von Emden aus, um Handelskrieg im Nordkanal zu führen. Das U-Boot fuhr ohne Zwischenfälle durch die britischen und deutschen Minenfelder in der Deutschen Bucht. Am 3. September um 17:08 Uhr bestand letztmals Funkkontakt. U 66 befand sich an diesem Tag unweit der Doggerbank. Seither gilt das U-Boot als verschollen. Es kann auf eine Mine gelaufen sein oder ging möglicherweise durch eine Havarie beziehungsweise einen menschlichen Fehler verloren.

## Schiffskontakte
Von U 66 versenkte, beschädigte oder beschlagnahmte Schiffe:
| Datum             | Schiffsname                   | Tonnage              | Nationalität           |
| ----------------- | ----------------------------- | -------------------- | ---------------------- |
| 5. April 1916     | Zent                          | 3.890                | Vereinigtes Königreich |
| 6. April 1916     | Binicaise                     | 151                  | Frankreich             |
| 7. April 1916     | Sainte Marie                  | 397                  | Frankreich             |
| 7. April 1916     | Rijndijk*                     | 3.557                | Niederlande            |
| 8. April 1916     | Santanderino                  | 3.346                | Spanien                |
| 9. April 1916     | Eastern City                  | 4.341                | Vereinigtes Königreich |
| 9. April 1916     | Glenalmond                    | 2.888                | Vereinigtes Königreich |
| 9. April 1916     | Sjolyst                       | 997                  | Norwegen               |
| 10. April 1916    | Margam Abbey                  | 4.471                | Vereinigtes Königreich |
| 10. April 1916    | Unione                        | 2.367                | Italien                |
| 11. August 1916   | Inverdruie                    | 613                  | Norwegen               |
| 19. August 1916   | HMS Falmouth*                 | 5.250                | Vereinigtes Königreich |
| 11. Dezember 1916 | Bjor                          | 1.090                | Norwegen               |
| 11. Dezember 1916 | Palander                      | 311                  | Schweden               |
| 1. März 1917      | Gurre                         | 1.733                | Norwegen               |
| 1. März 1917      | Livingstone**                 | 1.005                | Norwegen               |
| 22. März 1917     | Stuart Prince                 | 3.597                | Vereinigtes Königreich |
| 27. März 1917     | Neath                         | 5.548                | Vereinigtes Königreich |
| 6. April 1917     | Powhatan                      | 6.117                | Vereinigtes Königreich |
| 5. Juni 1917      | Amor                          | 3.472                | Italien                |
| 5. Juni 1917      | Manchester Miller             | 4.234                | Vereinigtes Königreich |
| 7. Juni 1917      | Cranmore*                     | 3.157                | Vereinigtes Königreich |
| 7. Juni 1917      | Ikalis                        | 4.329                | Vereinigtes Königreich |
| 10. Juni 1917     | Bay State                     | 6.583                | Vereinigtes Königreich |
| 14. Juni 1917     | Perfect                       | 1.088                | Norwegen               |
| 9. Juli 1917      | Iparraguirre                  | 1.161                | Spanien                |
| 21. Juli 1917     | African Prince                | 4.916                | Vereinigtes Königreich |
| 21. Juli 1917     | Harold                        | 1.322                | Vereinigtes Königreich |
|                   | Versenkt: Beschädigt: Gesamt: | 69.967 11.964 81.931 |                        |

* beschädigt, aber nicht versenkt
** als Prise beschlagnahmt